# Riikka Sallinen
Hanna-Riikka Sallinen, geb. Nieminen, gsch. Välilä, (* 12. Juni 1973 in Jyväskylä) ist eine ehemalige finnische Eishockey-, Bandy-, Rinkbandy- und Pesäpallospielerin, die ihre größten internationalen Erfolg mit dem Gewinn der Bronzemedaille bei den Olympischen Winterspielen 1998 mit der finnischen Eishockeynationalmannschaft erreichte. Sie ist Mitglied der IIHF Hall of Fame sowie der Hockey Hall of Fame.

## Karriere

### Nationale Wettbewerbe
Riikka Nieminen begann ihre Karriere 1988 bei Etelä-Vantaan Urheilijat in der finnischen Naisten SM-sarja. Weitere Stationen in Finnland waren JYP Naiset, die Keravan Shakers und KalPa Kuopio. Dabei lief sie in insgesamt 116 Partien auf, in den sie 179 Tore erzielte, 163 weitere vorbereitete und so insgesamt 342 Scorerpunkte sammelte. Sie führte ihre Teams zu insgesamt vier finnischen Meistertiteln. Zudem spielte sie zwei Jahre lang im Ausland, so in der Saison 1992/93 beim SC Lyss in der Schweizer Leistungsklasse A – mit dem sie den Schweizer Meistertitel gewann – und in der Saison 2002/03 beim Limhamn HC in der Riksserien.
Zwischen 1998 und 2001 verpasste sie einen Großteil der Spiele aufgrund mehrerer Knieverletzungen, die sie letztendlich zum vorläufigen Karriereende zwangen.
Im Frühjahr 2013 nahm Välilä das Eistraining wieder auf und spielte ab August 2013 für JYP in der SM-sarja, um sich für den Olympiakader für die Olympischen Winterspiele 2014 zu empfehlen. In den folgenden Jahren erreichte sie zweimal (2014 und 2015) die finnische Vizemeisterschaft mit JYP, bevor sie 2016 erneut finnischer Meister wurde. Zudem wurde sie 2016 als wertvollste Spielerin der Play-offs ausgezeichnet. Nach diesem Erfolg wechselte sie in die schwedische Frauenliga SDHL zum HV71, mit dem sie 2017 den zweiten Meisterschaftsplatz belegte. Nach der Saison 2018/19 beendete sie ihre aktive Karriere.

### Andere Sportarten
Riikka Välilä spielte nicht nur Eishockey, sondern war auch in anderen Sportarten erfolgreich. So gewann sie 1989 neben der Eishockeymeisterschaft die nationale Meisterschaft in Bandy, Rinkbandy und Pesäpallo. Weitere nationale Rinkbandy-Meistertitel folgten bis Mitte der 1990er Jahre sowie eine Goldmedaille bei den Rinkbandy-Europameisterschaften 1989.

### International
Riikka Välilä absolvierte für Finnland insgesamt 118 Länderspiele, in denen sie 109 Tore und 95 Assists erzielte und so 204 Scorerpunkte bei 24 Strafminuten sammelte. International sorgte sie das erste Mal für Aufmerksamkeit, als sie bei der Eishockey-Weltmeisterschaft der Frauen 1997 Topscorerin wurde. Ein Jahr später wiederholte sie diesen Erfolg bei den Olympischen Winterspielen in Nagano, bei denen sie 7 Tore und 5 Assists in nur 6 Partien erzielte und mit Finnland die Bronzemedaille gewann. Sie gilt als erste europäische Eishockeyspielerin, deren individuelle Fähigkeiten mit denen der Spielerinnen aus Nordamerika vergleichbar waren. Välilä lief insgesamt bei 3 Europa- und 4 Weltmeisterschaften auf und nahm 2002 an ihre zweiten Olympischen Winterspielen teil. Dabei gewann sie dreimal den Europameistertitel (1989, 1993 und 1995) sowie vier Bronzemedaillen bei Weltmeisterschaften (1990, 1992, 1994 und 1997).
Für ihre Leistungen im In- und Ausland wurde Välilä 2007 in die Finnische Eishockey-Ruhmeshalle aufgenommen. Im Jahr 2010 wurde sie als vierte Frau und erste Europäerin in die IIHF Hall of Fame aufgenommen.
2014 absolvierte die inzwischen 40-jährige Riikka Välilä ihre dritten Olympischen Winterspiele und erzielte dabei 5 Scorerpunkte in sechs Spielen. In den folgenden Jahren gewann sie zwei weitere Bronzemedaillen bei den Weltmeisterschaften 2015 und 2017, ehe sie 2018 für ihre vierten Olympischen Winterspiele nominiert wurde. Beim Turnier in Südkorea gewann sie die olympische Bronzemedaille, war die älteste finnische Frau in der Geschichte der Winterspiele sowie die älteste weibliche Medaillengewinnerin im Olympischen Eishockey. Bei der Weltmeisterschaft 2019 erreichte sie mit den finnischen Frauen erstmals das Finale und gewann letztlich die Silbermedaille.
Im Jahre 2022 folgte die Aufnahme in die Hockey Hall of Fame.

## Erfolge und Auszeichnungen

### Eishockey
| - 1989 Finnischer Meister mit EVU - 1989 Goldmedaille bei der Europameisterschaft - 1990 Bronzemedaille bei der Weltmeisterschaft - 1990 Beste Stürmerin der Weltmeisterschaft - 1992 Bronzemedaille bei der Weltmeisterschaft - 1993 Schweizer Meister mit dem SC Lyss - 1993 Goldmedaille bei der Europameisterschaft - 1994 Finnischer Meister mit den Keravan Shakers - 1994 Bronzemedaille bei der Weltmeisterschaft - 1994 Beste Stürmerin der Weltmeisterschaft - 1995 Goldmedaille bei der Europameisterschaft - 1997 Finnischer Meister mit JYP HT - 1997 Bronzemedaille bei der Weltmeisterschaft - 1997 Topscorerin und All-Star-Team der Weltmeisterschaft - 1997 Beste Torschützin der Weltmeisterschaft (gemeinsam mit Cammi Granato) - 1998 Finnischer Meister mit JYP HT | - 1998 Bronzemedaille bei den Olympischen Winterspielen - 1998 Topscorerin der Olympischen Winterspiele - 2007 Aufnahme in die Finnische Eishockey-Ruhmeshalle - 2010 Aufnahme in die IIHF Hall of Fame - 2014 Finnischer Vizemeister mit JYP - 2015 Finnischer Vizemeister mit JYP - 2015 Bronzemedaille bei der Weltmeisterschaft - 2016 Finnischer Meister mit JYP - 2016 MVP der SM-sarja-Play-offs - 2017 Schwedischer Vizemeister mit HV71 - 2017 Bronzemedaille bei der Weltmeisterschaft - 2018 Bronzemedaille bei den Olympischen Winterspielen - 2019 Silbermedaille bei der Weltmeisterschaft - 2022 Aufnahme in die Hockey Hall of Fame |

### Bandy
- 1989 Finnischer Meister mit JPS
- 1990 Finnischer Meister mit JPS
- 1991 Finnischer Meister mit JPS
- 1992 Finnischer Meister mit JPS

### Rinkbandy
| - 1989 Goldmedaille bei der Europameisterschaft - 1989 Finnischer Meister mit JPS - 1990 Finnischer Meister mit JPS - 1992 Finnischer Meister mit JPS | - 1993 Finnischer Meister mit TRIO 90 - 1994 Finnischer Meister mit TRIO 90 - 1995 Finnischer Meister mit TRIO 90 - 1996 Finnischer Meister mit TRIO 90 |

### Pesäpallo
| - 1989 Finnischer Meister mit Kiri - 1989 Spielerin des Jahres - 1992 Finnischer Meister mit LaVi | - 1992 Spielerin des Jahres - 1993 Finnischer Meister mit LaVi - 1993 Spielerin des Jahres |

## Privates
Riikkas Vater Ensio gewann in den 1960er Jahren die Pesäpallo-Meisterschaft, ihr Bruder Lasse ist ein finnischer Eishockeymeister und ihr Bruder Juha Pesäpallo-Meister.
Riikka Nieminen heiratete 2002 den ehemaligen Eishockeyspieler Mika Välilä und trug bis 2018 dessen Nachnamen. Mit ihrem ersten Ehemann hat Riikka drei Kinder. 2018 heiratete sie den ehemaligen Schauspieler Petteri Sallinen und nahm dessen Namen an.